# Lennart Czyborra
Lennart-Marten Quint Czyborra (ur. 3 maja 1999 w Berlinie) – niemiecki piłkarz występujący na pozycji pomocnika we włoskim klubie Genoa CFC. Wychowanek Schalke 04, w trakcie swojej kariery grał także w takich zespołach, jak Heracles Almelo, Atalanta oraz Genoa. Młodzieżowy reprezentant Niemiec.